# Jelany Djemesi
Jelany Djemesi (Paramaribo, 21 juli 1988) is een Surinaams voetballer die speelt als aanvaller.

## Carrière
Djemesi speelde van 2011 tot 2015 voor SV Boma Star, eerst in de tweede klasse en promoveerde na het seizoen 2013/14 naar de hoogste klasse. Hij speelde nog een seizoen bij Boma Star. In het seizoen 2015/16 speelde hij nog een seizoen bij SV Excelsior. Tussen 2016 en 2018 speelde hij bij SV Robinhood, in zijn laatste seizoen bij de club won hij de landstitel en beker. In 2018 verhuisde hij naar België en ging spelen voor SKS Herentals in vierde provinciale. In 2020 maakte hij de overstap naar tweede provincialer Vlimmeren Sport.
Hij speelde in 2012 twee interlands voor Suriname en scoorde een doelpunt voor zijn land.

## Erelijst
- SVB-Eerste Divisie: 2017/18
- Surinaamse voetbalbeker: 2017/18